# Automobile (revista)
Automobile fue una revista mensual estadounidense dedicada al mundo del automóvil, publicada entre 1986 y 2020. Fue fundada en 1986 por un grupo de exempleados de Car and Driver, liderados por David E. Davis con el apoyo de News Corporation, de Rupert Murdoch, bajo el lema "No hay coches aburridos".
La cabecera se situó de forma más amplia que otras publicaciones automotrices, una línea editorial que el editor David E. Davis amplió: la revista restó importancia a las pruebas instrumentadas y a los datos técnicos elaborados, ofreciendo en su lugar informes subjetivos y relatos sobre experiencias; ofreciendo análisis a fondo de coches antiguos con su serie "Clásicos Coleccionables"; y ofreciendo análisis de estilo con su columna del exdiseñador de General Motors, Robert Cumberford.
En 1991, la revista fue adquirida por K-III Communications (posteriormente Primedia). En 2007, la publicación fue adquirida por  Source Interlink (posteriormente TEN: The Enthusiast Network). En 2017, pasó a formar parte de Discovery, Inc..
En diciembre de 2019, TEN Publishing, filial de Discovery, anunció que se dejaría de publicar «Automobile». Su último número apareció en febrero de 2020.

## Premios

### Automóvil del Año
De 1990 a 2014, "Automobile" otorgó el premio "Automóvil del Año" a un automóvil anualmente.
- 1990: Mazda MX-5 Miata
- 1991: Acura NSX
- 1992: Cadillac Seville Touring Sedan
- 1993: Chrysler Concorde / Dodge Intrepid / Chrysler Vision
- 1994: Dodge/Plymouth Neon
- 1995: BMW M3
- 1996: Honda Civic
- 1997: Toyota RAV4
- 1998: Porsche Boxster
- 1999: Volkswagen New Beetle
- 2000: Ford Focus
- 2001: Chevrolet Corvette Z06
- 2002: Subaru Impreza WRX
- 2003: Nissan 350Z
- 2004: Mitsubishi Lancer Evolution
- 2005: Chrysler 300C
- 2006: BMW Serie 3
- 2007: Volkswagen Golf GTI
- 2008: Audi R8
- 2009: Nissan GT-R
- 2010: Volkswagen Golf GTI
- 2011: Chevrolet Volt
- 2012: Audi A7
- 2013: Tesla Model S
- 2014: Chevrolet Corvette Stingray

### Automóvil Estrellas
En 2015, Automóvil Estrellas reemplazó su premio "Automóvil del Año" por el "Automóvil Estrellas", nombrando varios coches en la lista anualmente: 
- 2015: Alfa Romeo 4C, BMW i8, BMW Serie 2, Chevrolet Camaro Z/28, Ford Mustang, Honda Fit, Lamborghini Huracán, Mercedes-Benz Clase C, Subaru WRX / WRX STI, Volkswagen Golf GTI[11]
- 2016: Ferrari 488 GTB, Ford Mustang Shelby GT350, Mazda MX-5 Miata, McLaren 570S, Porsche Cayman, Volkswagen Golf R, Volvo XC90[12]
- 2017: Acura NSX, BMW M2, Chevrolet Bolt EV, Honda Civic Hatchback Sport, Porsche Cayman, Volvo S90[13]
- 2018: Ford GT, Honda Accord Sport 2.0T, Honda Civic Tipo R, Lexus LC 500, McLaren 720S, Mercedes-AMG GT, Porsche 911 Carrera GTS, Volvo V90 T6 AWD[14]
- 2019: BMW M2 Competition, Ferrari 812 Superfast, Hyundai Veloster N, McLaren 600LT, Mercedes-Benz G550, Nissan Altima SR 2.0T, Porsche 911 GT2 RS
- 2020: Bentley Continental GT V8, Chevrolet Corvette Stingray, Ferrari F8 Tributo, Ford Mustang Shelby GT500, Kia Telluride, Mazda3 Hatchback, Porsche 911 Carrera S, Toyota GR Supra

### Diseño del Año
- 1990: Nissan 300 ZX
- 1991: Acura NSX
- 1992: Honda Civic VX Hatchback
- 1993: Mazda RX-7
- 1994: Saab 900
- 1995: Ferrari 456
- 1996: Ford Taurus
- 1997: General Motors EV1
- 1998: Chrysler Concorde
- 1999: BMW M Cupé
- 2000: Audi TT
- 2001: Alfa Romeo 156 Sportwagon
- 2002: Mercedes-Benz Clase SL
- 2003: BMW Z4
- 2004: Toyota Prius
- 2005: BMW Serie 6
- 2006: Pontiac Solstice
- 2007: Aston Martin Vantage
- 2008: Audi R8
- 2009: Audi A5
- 2010: Nissan Cube
- 2011: Jaguar XJ
- 2012: Fisker Karma
- 2013: Porsche Boxster
- 2014: BMW i8
- 2015: Mercedes-Benz Clase S
- 2016: Ford GT
- 2017: Volvo S90
- 2018: Tesla Model 3
- 2019: BMW Serie 8
- 2020: Porsche Taycan